# Dolulolong
Dolulolong is een bestuurslaag in het regentschap Lembata van de provincie Oost-Nusa Tenggara, Indonesië. Dolulolong telt 604 inwoners (volkstelling 2010).